# أندي أيونا
أندي أيونا (بالإنجليزية: Andy Iona)‏ هو عازف ساكسفون أمريكي، ولد في 1902 في Waimea, Kauai County, Hawaii ‏ في الولايات المتحدة، وتوفي في 9 نوفمبر 1966 في Santa Anita Park ‏ في الولايات المتحدة.

## وصلات خارجية
- أندي أيونا على موقع IMDb (الإنجليزية)
- أندي أيونا على موقع ميوزك برينز (الإنجليزية)
- أندي أيونا على موقع ديسكوغز (الإنجليزية)
- أندي أيونا على موقع قاعدة بيانات الفيلم (الإنجليزية)